# Ablerus

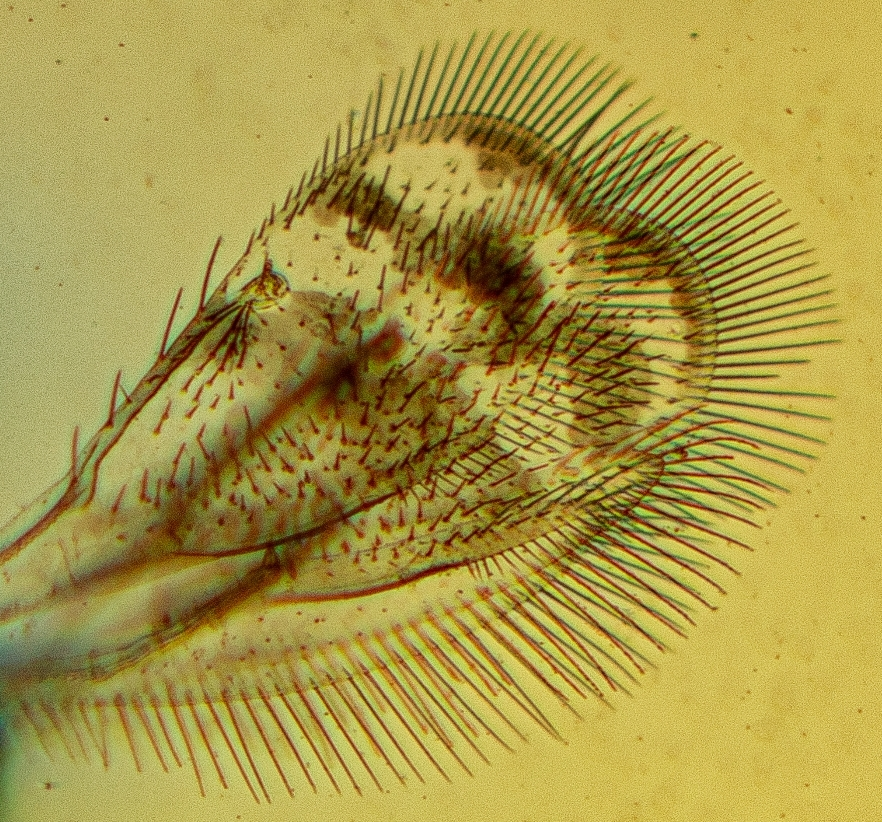
Flügeldetails von Ablerus atomon

Ablerus ist die einzige Gattung der Hautflüglerfamilie Azotidae. Die Gattung wurde 1894 von dem US-amerikanischen Entomologen Leland Ossian Howard erstbeschrieben. Die Typusart ist Centrodora clisiocampae Ashmead, 1894. 

## Taxonomie
Die Gattung Azotus wurde 1913 von Alexandre Arsène Girault mit Ablerus synonymisiert. 1994 synonymisierte Hayat Myocnemella mit Ablerus. Ablerus war daraufhin die einzige Gattung der Unterfamilie Azotinae innerhalb der Aphelinidae. 2013 wurden die Azotinae von Heraty et al. auf der Grundlage molekularbiologischer Studien in den Rang einer eigenständigen Familie erhoben.

## Merkmale
Die kleinen Hautflügler sind durch folgende Merkmale gekennzeichnet: Die Fühler besitzen 7 Glieder, wovon eines oder zwei Anelli sind. Fühlerglied 3 ist gewöhnlich kürzer als Fühlerglieder 2 und 4. Die Mandibeln weisen 2 oder 3 Zähne auf sowie einen Stumpf. Die Maxillarpalpen sind 2-gliedrig. Die Labialpalpen sind unsegmentiert. Die Vorderflügel sind entweder einheitlich hinter der Aderung verdunkelt oder mit verdunkelten Bändern unterschiedlicher Gestalt und mit dunklen Setae (Borsten) durchzogen. Die Marginalader ist kürzer oder annähernd gleich lang wie die Costalzelle. Die Stigmalader ist entweder mit einem schlanken oder verbreiterten Stigma. Alle Tarsen sind 5-gliedrig. Der Gaster ist generell länger als Kopf und Thorax.

## Verbreitung
Die Gattung ist in weiten Teilen der Welt vertreten.

## Lebensweise
Viele Vertreter der Gattung Ablerus sind Hyperparasiten anderer Erzwespen mit Sekundärwirten aus den Gruppen der Schildläuse (insbesondere Deckelschildläuse) und Mottenschildläuse. Daneben gibt es Ablerus-Arten, die Eier anderer Insekten parasitieren.

## Innere Systematik
Der Gattung Ablerus werden 94 Arten zugeordnet.
- Ablerus aegypticus Abd-Rabou, 2014
- Ablerus albicaput Girault, 1924
- Ablerus aleuroides (Husain & Agarwal, 1982)
- Ablerus aligarhensis (Khan & Shafee, 1976)
- Ablerus amarantus Girault, 1932
- Ablerus americanus Girault, 1916
- Ablerus aonidiellae Hayat, 1974
- Ablerus arboris Girault, 1932
- Ablerus argentiscapus Girault, 1932
- Ablerus atomon (Walker, 1847)
- Ablerus baeusoides Girault, 1915
- Ablerus bajacalifornicus Myartseva, 2012
- Ablerus beenleighi Girault, 1926
- Ablerus bharathius (Subba Rao, 1984)
- Ablerus bicinctipes Girault, 1932
- Ablerus bidentatus Girault, 1913
- Ablerus bifasciatus (Girault, 1913)
- Ablerus biguttatibiae Girault, 1924
- Ablerus calvus (Huang, 1994)
- Ablerus capensis (Howard, 1907)
- Ablerus celsus (Walker, 1839)
- Ablerus celsus (Walker, 1939)
- Ablerus chionaspidis (Howard, 1914)
- Ablerus chrysomphali (Ghesquiere, 1960)
- Ablerus ciliatus De Santis, 1948
- Ablerus clisiocampae (Ashmead, 1894)
- Ablerus connectens Silvestri, 1927
- Ablerus crassus (De Santis, 1974)
- Ablerus delhiensis (Lal, 1938)
- Ablerus diana Girault, 1920
- Ablerus dozieri (Darling & Johnson, 1984)
- Ablerus elegantissimus Girault, 1913
- Ablerus elegantulus (Silvestri, 1915)
- Ablerus emersoni Girault, 1917
- Ablerus fasciarius Wang, Huang & Polaszek, 2016
- Ablerus floccosus (Huang, 1994)
- Ablerus gargarae Hayat, 1998
- Ablerus gratus Girault, 1929
- Ablerus grotiusi Girault, 1913
- Ablerus hastatus Girault, 1932
- Ablerus howardii Girault, 1915
- Ablerus hyalinus Girault, 1913
- Ablerus impunctatipennis Girault, 1917
- Ablerus inquirenda Silvestri, 1927
- Ablerus lepidus (De Santis, 1974)
- Ablerus leucopidis Blanchard, 1942
- Ablerus longfellowi Girault, 1913
- Ablerus macchiae (Annecke and Insley, 1970)
- Ablerus macilentus (De Santis, 1974)
- Ablerus macrochaeta Silvestri, 1927
- Ablerus magistrettii Blanchard, 1942
- Ablerus mexicanus Myartseva, 2012
- Ablerus miricilia Girault, 1929
- Ablerus molestus Blanchard, 1936
- Ablerus nelsoni Girault, 1921
- Ablerus novicornis Girault, 1931
- Ablerus nympha Girault, 1913
- Ablerus palauensis Doutt, 1951
- Ablerus pan Girault, 1913
- Ablerus perfuscipennis De Santis, 1954
- Ablerus perspeciosus (Girault, 1916)
- Ablerus perspeciosus Girault, 1916
- Ablerus peruvianus Girault, 1916
- Ablerus pexus (Huang, 1994)
- Ablerus piceipes Girault, 1913
- Ablerus pinifoliae (Mercet, 1912)
- Ablerus pius Girault, 1929
- Ablerus platensis (Brethes, 1914)
- Ablerus plesius (Annecke & Insley, 1970)
- Ablerus plinii Girault, 1929
- Ablerus poincarei Girault, 1913
- Ablerus promacchiae Viggiani & Ren, 1993
- Ablerus pulcherrimus (Mercet, 1922)
- Ablerus pulchriceps Zehntner, 1899
- Ablerus pullicornis Girault, 1931
- Ablerus pumilus Annecke & Insley, 1970
- Ablerus punctatus Girault, 1921
- Ablerus rhea Girault, 1929
- Ablerus romae Girault, 1932
- Ablerus saintpierrei Girault, 1913
- Ablerus semifuscipennis (Girault, 1913)
- Ablerus separaspidis (Annecke & Insley, 1970)
- Ablerus sidneyi Girault, 1932
- Ablerus similis (De Santis, 1948)
- Ablerus socratis Girault, 1931
- Ablerus socrus Girault, 1915
- Ablerus speciosissimus (Girault, 1913)
- Ablerus speciosus Girault, 1913
- Ablerus stylatus (Mercet, 1927)
- Ablerus totifuscipennis Girault, 1929
- Ablerus unnotipennis Girault, 1915
- Ablerus venustulus Girault, 1915
- Ablerus williamsi (Annecke & Insley, 1970)
- Ablerus xenex Hayat, 2010